# Tuerta insulica
Tuerta insulica là một loài bướm đêm trong họ Noctuidae.